# Törpevillásrigó
A törpevillásrigó (Enicurus velatus) a madarak osztályának a verébalakúak (Passeriformes) rendjéhez és a  légykapófélék (Muscicapidae) családjához tartozó faj.

## Rendszerezése
A fajt Coenraad Jacob Temminck holland arisztokrata és zoológus írta le 1822-ben.

## Alfajai
- Enicurus velatus sumatranus (Robinson & Kloss, 1923) -  Szumátra
- Enicurus velatus velatus (Temminck, 1822) - Jáva [2]

## Előfordulása
Indonéziához tartozó Jáva és Szumátra szigetén honos. Természetes élőhelyei a szubtrópusi vagy trópusi síkvidéki esőerdők, folyók és patakok környékén. Állandó, nem vonuló faj.

## Megjelenése
Testhossza 16 centiméter.
|  |

## Természetvédelmi helyzete
Az elterjedési területe nagy, egyedszáma pedig stabil. A Természetvédelmi Világszövetség Vörös listáján nem fenyegetett fajként szerepel.